# Liceu (metrostation)
Liceu is een metrostation aan Lijn 3 (groene lijn) van de metro van Barcelona. Het station ligt onder de La Rambla in de Ciutat Vella (de 'Oude stad'). De opening van dit station was in 1925.
Dit station, met zijperrons van 92 meter, heeft vier uitgangen, twee bij het Gran Teatre del Liceu en twee bij de Mercat de la Boqueria. Omdat het station direct onder straatniveau ligt, is er geen ruimte voor een toegangshal, en leiden de trappen direct van de straat naar het perron. Het is dus belangrijk om de juiste ingang te kiezen omdat elke ingang slechts toegang geeft naar een enkele richting van de lijn.
Het station is geopend in 1925 met de Castiliaanse benaming Liceo, als eerste uitbreiding van de toenmalige Gran Metro de Barcelona. In 1982 wordt de naam gewijzigd in het Catalaanse Liceu. In 2008 is het station verbouwd en heeft als eerste station van het netwerk een thematische aankleding gekregen. 
De volgende bezienswaardigheden liggen in de buurt van het station: 
- La Rambla
- Mercat de la Boqueria
- Liceu (Operagebouw)
- Palau Güell
- Barri Gòtic (Gotische wijk)